# Imprimante à marguerite
L’imprimante à marguerite est un type d'imprimante pour ordinateur qui produit une frappe de haute qualité. Dans les années 1980, on la désignait souvent comme une imprimante de qualité courrier (à la différence des imprimantes matricielles de haute qualité (NLQ (en)), qui ne faisaient qu'approcher la qualité courrier). Il existait aussi, et il existe toujours, des machines à écrire à marguerite, fondées sur le même principe.

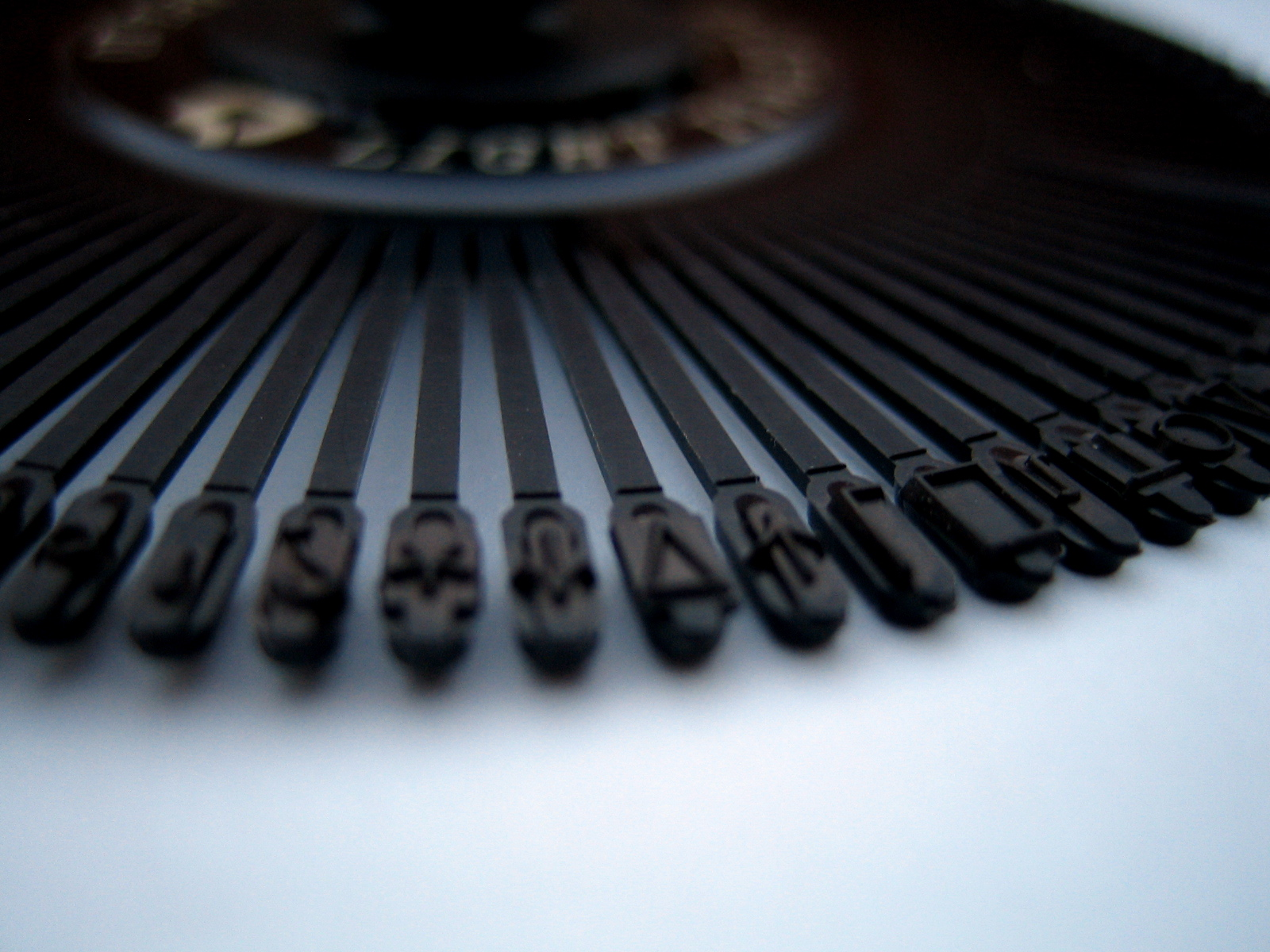
Marguerite en plastique pour les imprimantes Qume.

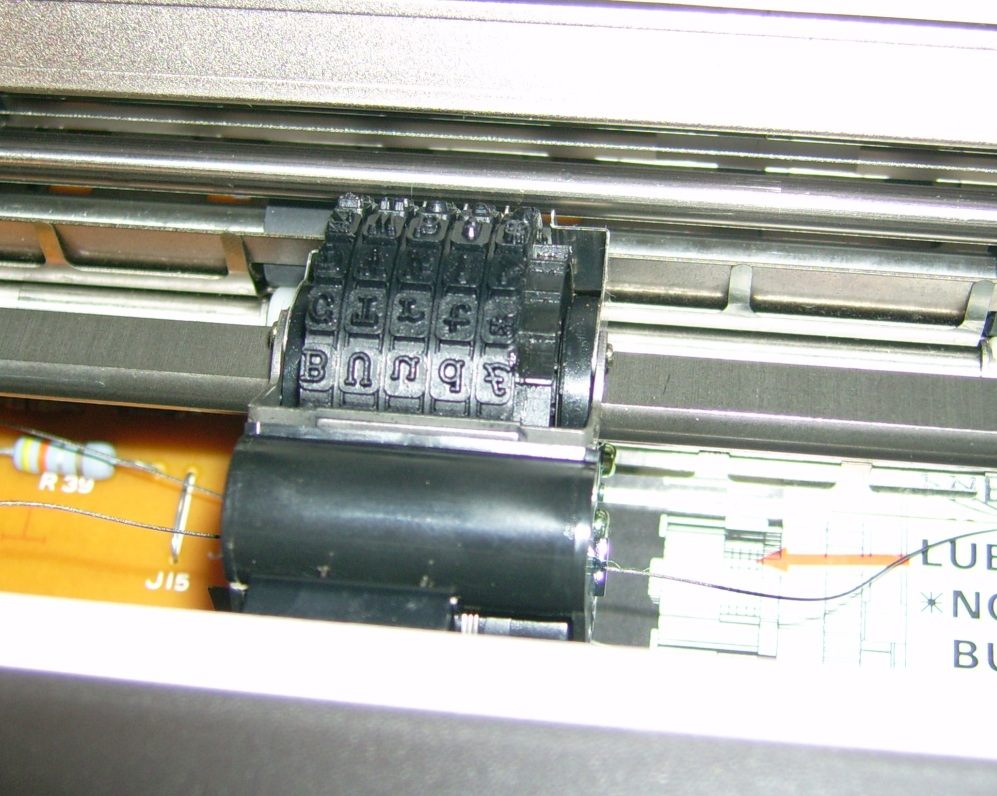
Marguerite métallique d'une imprimante Atari 1027.

## Principes techniques

### Principes techniques généraux
Le système utilisait une petite roue sur laquelle chaque lettre était imprimée en relief sur du métal ou du plastique. L'imprimante faisait tourner la roue pour placer la lettre nécessaire devant un cliquet qui la frappait sur son revers et l'appliquait sur le papier. À bien des égards, la machine à marguerite ressemble à une machine à écrire standard dans la façon de former ses lettres sur la page, et n'en diffère que par les détails du mécanisme (une marguerite au lieu des barres de caractères ou de la boule utilisée sur les machines à écrire Selectric d'IBM).
Dans le cas des machines à écrire à marguerite et des machines Selectric utilisant une boule, on pouvait utiliser différentes polices en changeant de marguerite ou de boule. Un logiciel bien conçu aurait dû arrêter l'imprimante quand il fallait opérer le changement, placer le curseur au centre du chariot et demander à l'utilisateur de procéder au changement avant de continuer. Xerox Diablo (en) D25 incluait une telle possibilité dans le matériel de l'imprimante. En pareil cas, un document qui aurait passé à maintes reprises entre italique et texte simple, ce qui arrive souvent, aurait entraîné de nombreuses manipulations pour la personne qui demande l'impression.

### Particularité sur les caractères gras
Il était possible de marquer les caractères gras, bien que ce fût surtout sur les dernières imprimantes à marguerite haut de gamme. Quand on leur demandait d'imprimer en gras, quelques imprimantes doublaient ou triplaient la frappe d'un caractère donné et quelques imprimantes à asservissement avançaient très légèrement le chariot pour obtenir un caractère plus large (et donc plus noir). Quant aux autres (c'est-à-dire les imprimantes à marguerite bon marché), elles exécutaient un retour du chariot (sans passer à la ligne suivante) pour revenir au début de la ligne, repassaient au-dessus du texte normal et refrappaient chaque caractère en gras — l'imprécision inévitable quand il s'agissait de refrapper exactement au même endroit après le retour de chariot aboutissait au même résultat qu'une imprimante à asservissement beaucoup plus chère, avec cette seule conséquence que lorsque l'imprimante prenait de l'âge, le texte en gras devenait encore plus gras.

## Comparaison avec d'autres types d'imprimantes
Les imprimantes à marguerite étaient assez répandues pendant les années 1980, mais ne l'ont jamais été autant que les imprimantes matricielles en raison de leur coût plus élevé et de la possibilité qu'offraient les imprimantes matricielles d'imprimer des dessins et d'utiliser des fontes différentes. La plupart des imprimantes à points étaient également beaucoup plus rapides que les imprimantes à marguerite rivales, puisque chaque caractère exigeait que la roue tournât jusqu'à une nouvelle position.
Comme avec toutes les autres imprimantes à frappe, les imprimantes à marguerite sont bruyantes. À la différence du ronronnement d'une imprimante par points, une imprimante à marguerite lancée à grande vitesse évoquait une rafale d'arme automatique.

## La fin des imprimantes à marguerite
L'introduction des imprimantes à laser de haute qualité et des imprimantes à jet d'encre à la fin des années 1980 a fait rapidement disparaître les systèmes à marguerite, sauf pour le petit marché résiduel des machines à écrire à marguerite.
Des passionnés utilisent encore quelques imprimantes à marguerite[réf. nécessaire] qui subsistent pour des textes qui n'ont besoin que d'une ligne (par opposition à ceux qui demandent une page) comme l'écriture de données, alors que d'autres les utilisent pour l'impression d'étiquettes de haute qualité. Dans les deux cas, il s'agit de tâches pour lesquelles une imprimante laser ou à jet d'encre ne convient pas bien. Les imprimantes à laser sont faites pour une page (et non pour une ligne), ce qui signifie qu'elles ne peuvent pas imprimer une ligne de texte sans éjecter toute la page. Comme les imprimantes par points, les imprimantes laser et à jet d'encre sont aussi extrêmement susceptibles de s'endommager quand elles impriment des étiquettes[réf. nécessaire].

## Source
- (en) Cet article est partiellement ou en totalité issu de l’article de Wikipédia en anglais intitulé « Daisy wheel printer » (voir la liste des auteurs).